# Sten Wallin
Anders Sten Erik Wallin, född 23 juli 1922 i Röra församling, Göteborgs och Bohus län, död 13 januari 1984, var en svensk väg- och vattenbyggnadsingenjör.
Wallin, som var son till kontorschef Albert Wallin och Alma Antonsson, utexaminerades från Chalmers tekniska högskola 1946 och blev teknologie doktor vid Kungliga Tekniska högskolan 1970. Han var konsult AB Vattenbyggnadsbyrån 1947–1948, arbetsstudieman vid Vattenfallsstyrelsen 1949–1953, avdelningsingenjör vid Harrsele kraftverksbyggnad 1953–1956, ombudsman i Svenska byggnadsindustriförbundet 1956–1960, utvecklingschef vid Svenska Väg AB 1960–1965, forskningschef vid Byggnadsindustrins arbetsforskningsstiftelse 1965–1972 och professor i byggproduktionsteknik vid Lunds tekniska högskola från 1972.